# Quartetto per archi n. 11 (Beethoven)
Il Quartetto per archi n. 11 in Fa minore, op. 95, noto come Quartetto Serioso, è stato composto da Ludwig van Beethoven nel 1810. Quartetto Serioso oltre ad essere l'intestazione del quartetto, è anche l'indicazione del tempo per il terzo movimento (Allegro assai vivace ma serioso). È uno dei quartetti più brevi scritti da Beethoven. 
È stato eseguito pubblicamente per la prima volta nel 1814 e pubblicato due anni dopo.

## Movimenti
Come consuetudine per i quartetti per archi, il pezzo è in quattro movimenti:
1. Allegro con brio
2. Allegretto ma non troppo
3. Allegro assai vivace, ma serioso
4. Larghetto espressivo — Allegretto agitato — Allegro